# Nemanja Ilić (pallamanista)
Nemanja Ilić (Немања Илић; Belgrado, 11 maggio 1990) è un pallamanista serbo, ala sinistra del Fenix Toulouse e della nazionale serba.
Ha un fratello minore, Vanja Ilić, anch'egli pallamanista.

## Carriera

### Club
Cresciuto nelle giovanili del Partizan Belgrado, nel 2008 fu ceduto in prestito al Radnički Kragujevac, rientrando al Partizan nel 2010, con cui vinse 2 campionati nazionali, 2 coppe nazionali e 1 supercoppa nazionale tra il 2010 e il 2013. Nel 2013 si trasferì in Francia, firmando per il Fenix Toulouse Handball. Nel 2019 venne ceduto temporaneamente al Barcellona per sostituire l'infortunato Casper Ulrich Mortensen fino al termine della stagione 2018-2019, contribuendo alla conquista del titolo nazionale.

### Nazionale
Nel 2012 ha esordito nella nazionale maschile di pallamano della Serbia, con cui ha partecipato a 3 campionati mondiali (nel 2013, nel 2019 e nel 2023) e a 5 campionati europei (nel 2014, nel 2018, nel 2020, nel 2022 e nel 2024).

## Palmarès

### Club

#### Competizioni nazionali
- Campionato serbo: 2

Partizan Belgrado: 2010-2011, 2011-2012
- Coppa della Serbia: 2

Partizan Belgrado: 2011-2012, 2012-2013
- Supercoppa della Serbia: 2

Partizan Belgrado: 2011, 2012
- Campionato spagnolo: 1

Barcellona: 2018-2019